# Норваярви
Норваярви — пресноводное озеро на территории Юшкозерского сельского поселения Калевальского района Республики Карелии.

## Общие сведения
Площадь озера — 3 км², площадь водосборного бассейна — 111 км². Располагается на высоте 116,3 метров над уровнем моря.
Форма озера лопастная, продолговатая: оно вытянуто с северо-запада на юго-восток. Берега изрезанные, каменисто-песчаные, местами заболоченные.
Через озеро протекает река Норва, впадающая в реку Кемь.
В озере расположено не менее шести безымянных островов различной площади.
Код объекта в государственном водном реестре — 02020000911102000006046.